# بين روبرتس (لاعب دوري الرغبي)
بين روبرتس (بالإنجليزية: Ben Roberts)‏ هو لاعب دوري الرغبي نيوزيلندي، ولد في 8 يوليو 1985 في سيدني في أستراليا.